# Tyson Beukeboom
Pas d'image ? Cliquez ici

a Compétitions nationales et continentales officielles uniquement.

b Matchs officiels uniquement.
Tyson Beukeboom, née le 10 mars 1991 à Uxbridge dans l'Ontario (Canada), est une joueuse internationale canadienne de rugby à XV évoluant aux postes de troisième ligne centre et deuxième ligne. Elle a joué trois Coupes du monde.
Son père, Jeff Beukeboom, est un hockeyeur canadien. Ses deux cousins, Brett Beukeboom (en) et Matt Beukeboom sont des internationaux canadiens de rugby à XV.

## Biographie
Tyson Beukeboom naît le 10 mars 1991. Elle est la fille de Jeff Beukeboom, ancien hockeyeur en NHL. D'ailleurs, elle fait longtemps passer le hockey avant le rugby à XV qu'elle aborde comme un loisir. Vers 16 ans, elle envisage même d'arrêter le rugby pour se consacrer exclusivement au hockey, ce dont la dissuadera son entraineur qui la voit déjà comme une potentielle internationale.
En 2012, elle est nommée athlète universitaire de l'année. Elle fait ses débuts en équipe du Canada l'année suivante à la Coupe des nations, remportée par son équipe. Puis, elle est sélectionnée pour jouer la Coupe du monde 2014 en France, où le Canada va jusqu'en finale.
Elle dispute également l'édition 2017 en Irlande.
Formée à Uxbridge dans l'Ontario, elle joue en 2022 pour le club des Cowichan RFC. Elle compte 49 sélections en équipe nationale quand elle est retenue en septembre 2022 pour disputer la Coupe du monde en Nouvelle-Zélande.
Elle rejoint cette même année le club des Ealing Trailfinders en première division anglaise.
En 2023, elle participe à la Pacific Four Series (qui oppose Australie, Canada, Nouvelle-Zélande et États-Unis), puis à la première édition du WXV en Nouvelle-Zélande.
En 2024, elle est à nouveau sélectionnée pour disputer la Pacific Four Series. Le 19 mai à Christchurch, lors de la victoire canadienne contre les Black Ferns, elle bat le record de sélections de Gillian Florence et devient la joueuse canadienne la plus capée avec 68 sélections.

## Famille
Les deux cousins de Tyson, Brett (en) et Matt sont également des internationaux canadiens de rugby à XV.

## Palmarès

### En équipe nationale
- Vainqueur de la Coupe des nations en 2013.
- Finaliste de la Coupe du monde en 2014.
- Vainqueur de la Pacific Four Series en 2024.

### Distinctions personnelles
- Athlète universitaire de l'année 2012